# Гайнетдинов, Ромес Фанависович
Ромес Фанависович Гайнетдинов (род. 6 мая 1967 в Верхней Пышме, Свердловская область) — советский и российский профессиональный шоссейный велогонщик. Чемпион России в групповой гонке 1994 года.

## Победы
1987
- Чемпион СССР в парной гонке на время

1989
- Дуо Норман (в паре с Павлом Тонковым)

1992
- Круг Мериндадеса — этап 1 и генеральная классификация

1994
- Чемпион России в групповой гонке
- Тур Португалии — этап 15

1995
- Гран-при Абимота

## Статистика выступлений наГранд Турах
| Гранд Тур | 1991 | 1992 | 1993 | 1994 | 1995 | 1996 |
| --------- | ---- | ---- | ---- | ---- | ---- | ---- |
| Джиро     | -    | 34   | 46   | -    | -    | -    |
| Тур       | -    | -    | -    | -    | -    | -    |
| Вуэльта   | 55   | -    | 32   | 70   | 61   | 55   |